# Suðureyri
Suðureyri is een plaats in het noordwesten van IJsland in de regio Vestfirðir met 264 inwoners. Het hoort samen met Ísafjörður, Flateyri, Þingeyri en Hnífsdalur tot de gemeente Ísafjarðarbær. Suðureyri is gelegen aan de Súgandafjörður fjord.

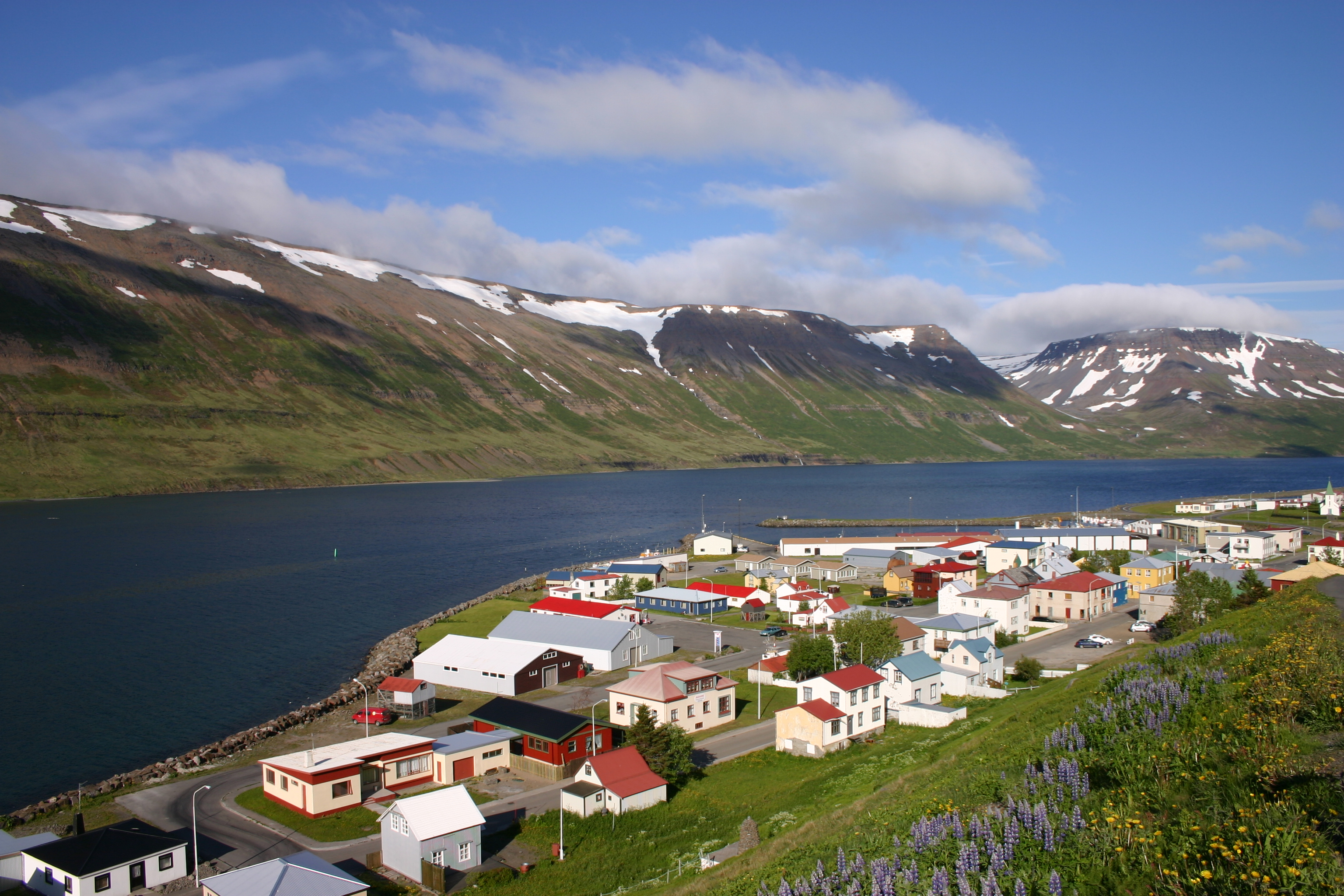
Suðureyri